# ソビエト連邦関係記事の一覧
ソビエト連邦関係記事の一覧（ソビエトれんぽうかんけいきじのいちらん）は、ソビエト連邦に関する記事を一覧にしてまとめたものである。
- ソビエト
- ソビエト連邦の象徴（ロシア語版）
- ソビエト連邦構成共和国
  - ロシア・ソビエト連邦社会主義共和国
  - ウクライナ・ソビエト社会主義共和国
  - 白ロシア・ソビエト社会主義共和国
  - リトアニア・ソビエト社会主義共和国
  - ラトビア・ソビエト社会主義共和国
  - エストニア・ソビエト社会主義共和国
  - モルダヴィア・ソビエト社会主義共和国
  - カザフ・ソビエト社会主義共和国
  - ウズベク・ソビエト社会主義共和国
  - キルギス・ソビエト社会主義共和国
  - トルクメン・ソビエト社会主義共和国
  - タジク・ソビエト社会主義共和国
  - アゼルバイジャン・ソビエト社会主義共和国
  - アルメニア・ソビエト社会主義共和国
  - グルジア・ソビエト社会主義共和国
  - ザカフカース社会主義連邦ソビエト共和国
  - カレロ＝フィン・ソビエト社会主義共和国
  - アブハジア社会主義ソビエト共和国
  - ホラズム人民ソビエト共和国
  - ブハラ人民ソビエト共和国
  - 極東共和国
  - トゥヴァ人民共和国
  - 中華ソビエト共和国

- ソビエト連邦の自治共和国
  - バシキール自治ソビエト社会主義共和国
  - ブリヤート自治ソビエト社会主義共和国
  - チェチェン・イングーシ自治ソビエト社会主義共和国
  - チュヴァシ自治ソビエト社会主義共和国
  - ダゲスタン自治ソビエト社会主義共和国
  - カバルダ・バルカル自治ソビエト社会主義共和国
  - カルムイク自治ソビエト社会主義共和国
  - カレリア自治ソビエト社会主義共和国
  - コミ自治ソビエト社会主義共和国
  - マリ自治ソビエト社会主義共和国
  - モルドヴィア自治ソビエト社会主義共和国
  - 北オセチア自治ソビエト社会主義共和国
  - タタール自治ソビエト社会主義共和国
  - トゥヴァ自治ソビエト社会主義共和国
  - ウドムルト自治ソビエト社会主義共和国
  - ヤクート自治ソビエト社会主義共和国
  - トルキスタン自治ソビエト社会主義共和国
  - ヴォルガ・ドイツ人自治ソヴィエト社会主義共和国
  - 山岳自治ソビエト社会主義共和国
  - クリミア自治ソビエト社会主義共和国
  - タジク自治ソビエト社会主義共和国
  - カザフ自治ソビエト社会主義共和国
  - キルギス自治ソビエト社会主義共和国 (1926-1936) 
  - モルダヴィア自治ソビエト社会主義共和国
  - クリミア自治ソビエト社会主義共和国
  - ナヒチェヴァン自治ソビエト社会主義共和国
  - アブハズ自治ソビエト社会主義共和国
  - アジャリア自治ソビエト社会主義共和国
  - カラカルパク自治ソビエト社会主義共和国

- ソビエト連邦の自治州
  - チェチェン自治州
  - チェチェン・イングーシ自治ソビエト社会主義共和国
  - チェルケス自治州
  - チュヴァシ自治州
  - イングーシ自治州
  - カバルダ・バルカル自治州
  - カルムイク自治州
  - カラ・キルギス自治州
  - カラチャイ・チェルケス自治州
  - コミ・ジャリン自治州
  - マリ自治州
  - 北オセチア自治州
  - トゥヴァ自治州
  - ウドムルト自治州
  - アディゲ自治州
  - ゴルノ・アルタイ自治州
  - ユダヤ自治州
  - ハカス自治州
  - ポーランド人自治地域
  - モルダヴィア自治州
  - ポーランド人自治州
  - ゴルノ・バダフシャン自治州
  - カラカルパク自治州
  - ナゴルノ・カラバフ自治州
  - 南オセチア自治州

- ソビエト連邦軍
- ソビエト大会 (ソビエト連邦)
- ソビエト連邦暦
- ソビエト連邦国家賞

- ソビエト連邦ラジオ放送（英語版）

- ソビエト大飢饉 (1932年-1933年)
- ソビエト連邦における飢饉 (1946年-1947年)（ロシア語版、英語版）
- ソビエト連邦における人口移動（英語版）
  - ソビエト連邦による強制移住（英語版）
- ソビエト連邦における人権（ロシア語版、英語版）
- ソビエト連邦におけるホロコースト
- ソビエト連邦におけるユダヤ人の歴史（英語版）
- ソビエト連邦における検閲（ロシア語版、英語版）
- ソビエト連邦における宗教（英語版）
- ソビエト連邦における犯罪（英語版）
- ソビエト連邦における死刑（英語版）
- ソビエト連邦の憲法
- ソビエト連邦の国章
- ソビエト連邦の国旗
- ソビエト連邦の国歌
- ソビエト連邦の首相
- ソビエト連邦の軍部大臣一覧
- ソビエト連邦の指導者の一覧
- ソビエト連邦の旗一覧
- ソビエト連邦の国歌一覧
- ソビエト連邦の捕虜労働（英語版）
  - ソビエト連邦におけるドイツ人の強制労働（英語版）
- ソビエト連邦最高会議議長
- ソビエト社会主義共和国連邦憲法 (1924年)
- ソビエト社会主義共和国連邦憲法 (1936年)
- ソビエト社会主義共和国連邦憲法 (1977年)
- ソビエト連邦中央執行委員会
- ソビエト連邦最高会議幹部会
- ソビエト連邦共産党
  - ソビエト連邦共産党書記長
- ソビエト連邦文化省
- ソビエト連邦保健省（英語版）
- ソビエト連邦中央テレビ
- ソビエト連邦国家評議会
- 軍司令官 (ソビエト連邦)
- 親衛隊 (ソ連・独立国家共同体)
- 赤軍
- ソビエト連邦の経済
- ソビエト連邦の工業化（ロシア語版）
- ソビエト連邦のエネルギー（英語版）
- ソビエト連邦の交通（英語版）
  - ソビエト連邦の鉄道
- ソビエト連邦の人口統計（英語版）
- ソビエト連邦の文化
  - ソビエト連邦における生活様式（ロシア語版）
  - ソビエト連邦における物理的文化とスポーツ（ロシア語版）
  - ソビエト連邦の食事情
  - ソビエト美術（ロシア語版、英語版）
  - ソビエト建築（ロシア語版、英語版）
  - ソビエト連邦の音楽（ロシア語版、英語版）
  - ソビエト連邦の祝日（ロシア語版、英語版）
- ソビエト連邦のメディア（ロシア語版、英語版）
- ソビエト連邦の教育（ロシア語版、英語版）
- ソ連型社会主義
- ソ連国家保安委員会
- 独ソ戦
- 中ソ対立
- 東側諸国
  - 中ソ友好同盟相互援助条約
  - ワルシャワ条約機構
  - ソ朝友好協力相互援助条約
  - ソ蒙友好協力相互援助条約
  - 印ソ平和友好協力条約
  - ソ越友好協力条約
- スタフカ
- ネップ
- 戦後におけるスターリン主義（ロシア語版）
- 冷戦
- ペレストロイカ
- ソビエト連邦の崩壊
- オリンピックのソビエト連邦選手団
- ラズヤリョーンヌイ (駆逐艦)
- U-20サッカーソビエト連邦代表
- 1980年モスクワオリンピックのソビエト連邦選手団
- 1988年ソウルオリンピックのソビエト連邦選手団